# Tina Daheley
Tina Daheley est une journaliste et présentatrice anglaise qui travaille à la BBC. Elle anime l'actualité pour The Radio 1 Breakfast Show. Elle anime également le football féminin télévisé, et l'émission de débat politique, Free Speech, diffusée sur BBC Three.

## Biographie
Daheley est née d'une famille Sikh; elle a grandi à Perivale dans l'ouest de Londres. Elle a étudié l'informatique à l'université Brunel et a fait un master en journalisme à Leeds.